# Heinrich Held
Heinrich Held, född 6 juni 1868, död 4 augusti 1938, var en bayersk politiker.
Held var publicist, juris och ekonomie doktor, och från 1907 medlem av bayerska lantdagen. Han var 1914-20 ordförande i bayerska centerfraktionen, 1920-24 ledare för Bayerische Volkspartei, och från juni 1924 ministerpresident samt från 1927 även handels- och industriminister. Held var under över två decennier den bayerska centern, från 1918 bayerska folkpartiets ledande man. Han slöt fördrag med såväl Vatikanen (1924-25) som de evangeliskt-lutherska kyrkorna (1925-26). Mars 1925 var han bayerska folkpartiets rikspresidentkandidat i 1:a valomgången.